# Порт-Вашингтон
Порт-Вашингтон (англ. Port Washington) ― деревня и место переписи населения в округе Нассо, штат Нью-Йорк, на Северном побережье Лонг-Айленда. По данным переписи населения 2010 года в США, население общины составляло 15 846 человек.
Она управляется городом Северный Хемпстед. Полуостров Грейт-Нек находится через залив Манхассет на западе; Манхассет и Пландом-на юге; Рослин лежит на юго-востоке.
По данным Forbes, Порт-Вашингтон занимает 418-е место по богатству почтового индекса по состоянию на 2017 год, а средняя цена продажи дома составляет 1 323 271 доллар.